# WAVA-AM
Koordinaten: 38° 58′ 35″ N, 77° 6′ 52″ W
WAVA-AM (Branding: „WAVA AM 780“) ist ein US-amerikanischer Hörfunksender aus Arlington im US-Bundesstaat Virginia. WAVA-AM sendet sein christliches Talkradio-Format auf der Mittelwellen-Frequenz 780 kHz. Der Sender wird tagsüber mit einer Leistung von 12 kW, in den „critical hours“ und nachts mit einer geringeren Sendeleistung betrieben. Eigentümer und Betreiber ist die Salem Media. Parallel sendet aus Arlington auch WAVA-FM.